# Fissarcturus rossi
Fissarcturus rossi är en kräftdjursart som beskrevs av Brandt 2007. Fissarcturus rossi ingår i släktet Fissarcturus och familjen Antarcturidae. Inga underarter finns listade i Catalogue of Life.